# Мария фон Лайнинген-Вестербург
Мария фон Лайнинген-Вестербург (на немски: Maria/Marie von Leiningen-Westerburg; * 6 януари 1536; † 1597) е графиня от Лайнинген-Вестербург и чрез женитба графиня на Байхлинген в Тюрингия.
Тя е дъщеря на граф Куно II фон Лайнинген-Вестербург (1487 – 1547) и съпругата му Мария фон Щолберг-Вернигероде (1507 – 1571), дъщеря на граф Бото цу Щолберг (1467 – 1538) и графиня Анна фон Епщайн-Кьонигщайн (1481 – 1538).
Тя умира бездетна на 60 години през 1597 г.

## Фамилия
Мария фон Лайнинген-Вестербург се омъжва 1555 г. за граф Кристоф фон Байхлинген († 1557), син на граф Адам фон Байхлинген (1460 – 1538) и втората му съпруга ландграфиня Катарина фон Хесен (1495 – 1525). Той умира след две години. Бракът е бездетен.
Фамилията живее в Крайенбург и в дворец Гебезе.